# نوفا سيري
نوفا سيري (بالإيطالية: Nova Siri)‏ هي بلدية في مقاطعة ماتيرا في إقليم بازيليكاتا الإيطالي.

## السكان
في سنة 1861 بلغ عدد السكان 1٬901 نسمة، وتطور العدد ليصل في سنة 2011 لـ 6٬596 نسمة.
يظهر هذا المخطط البياني تطور النمو السكاني لـ نوفا سيري